# Lawrence H. Gipson
Lawrence Henry Gipson (Greeley, Colorado, 1880 – Bethlehem, Pensylvania, 26 de septiembre de 1971) fue un historiador estadounidense, quién ganó el  Premio Bancroft en 1950 y el Premio Pulitzer de Historia en 1962, por los volúmenes de su magnum opus, la historia en 15 volúmenes de "El Imperio Británico antes  de la Revolución Americana" (en inglés: The British Empire Before the American Revolution), publicado entre 1936 y 1970. Fue líder de la "escuela Imperial" de historiadores que estudiaban el Imperio británico desde la perspectiva de Londres, y generalmente alababa la eficiencia administrativa y la imparcialidad política del Imperio.

## Carrera
Oriundo de Greeley, Colorado, Gipson se mudó con su familia hacia Caldwell, Idaho, cuando era niño. Después de abandonar la escuela secundaria, se desempeñó en varios trabajos ocasionales (como minero e instructor de manejo), así como también en el negocio familiar, Caxton Press, el cual publicaba los periódicos Idaho Odd Fellow, el Gem State Rural y el Livestock Farmer.
Gipson se graduó de la Universidad de Idaho en 1903. Fue posteriormente seleccionado para ser uno de los primeros Becarios Rhodes. Obtuvo su bachelor of arts en la Universidad de Oxford en 1907, declarando: "Una desventaja de nuestra primera delegación de Becarios Rhodes, fue el hecho de que llamamos mucho la atención. Estoy muy seguro de que no habrá otro grupo que será objeto de semejante curiosidad. Casi inevitablemente fuimos conscientes de que cada uno de nosotros estaba en juicio, especialmente ante los ojos del mundo académico. Incluso nos hicieron sentir, en cierto sentido, de que la reputación de la erudición estadounidense estaba en nuestras manos."
Regresando a los Estados Unidos, Gipson impartió clases en The College of Idaho durante tres años y, en 1909 se casó con Jeannett Reed (quién falleció en 1967). Posteriormente asistió a la Universidad de Yale como miembro de Farnham entre 1910 y 1911, antes de antes de ser nombrado jefe del departamento de historia en el Wabash College, cargo que permanecerá hasta 1924. Mientras enseñaba en Wabash, obtuvo su doctorado de la Universidad de Yale en 1918. Estudió con la eminencia colonialista Charles M. Andrews y en ese mismo año, recibió el Premio John Addison Porter por parte de la universidad.

## Historiador
En 1924, Gipson fue nombrado profesor de historia en la Universidad de Lehigh, cargo que permanecerá hasta el día de su muerte. A pesar de que es ampliamente conocido en el campo de la América colonial y el rol del Imperio británico, sus dos primeros artículos estuvieron relacionados con la Guerra Civil y la Reconstrucción. Su evaluación sobre Andrew Johnson ("La condición política del Presidente Johnson: Un estudio de la Política de Reconstrucción Presidencial") fue publicado en el Mississipi Valley Historical Review en diciembre de 1915; y "El Colapso de la Confederación" fue publicada en la misma revista académica en marzo de 1918. Su disertación doctoral en Yale, el cual fue escrito bajo la tutela de Charles M. Andrews, fue aceptado en 1918 y publicado dos años después por la Yale University Press como Jared Ingersoll: Un Estudio de la Lealtad Americana en relación al Gobierno Colonial Británico (1920), por lo que fue galardonado con el Justin Winsor Prize por la Asociación Americana de Historia. Contribuyó siete entradas en el Dictionary of American Biography, y tres artículos en el Dictionary of American History.
Su obra maestra fue la saga de 15 volúmenes de El Imperio Británico antes de la Revolución Americana (publicados entre 1936 y 1970) - los primeros tres volúmenes fueron publicados por The Caxton Printers en Caldwell, Idaho, y el resto de los volúmenes fueron publicados por Alfred A. Knopf en Nueva York. Gipson pasó décadas en el proyecto, cuyo último volumen fue publicado poco antes de su muerte. Tres de los volúmenes recibieron importantes premios de historia :
- La Gran Guerra por el Imperio: Los Años de Derrota, 1754-1757 (volumen 6): Galardonado con el Premio Loubat en 1948, por la Universidad de Columbia
- La Gran Guerra por el Imperio: Los Años Victoriosos, 1758-1760 (volumen 7):  Galardonado con el Premio Bancroft en 1950, por la Universidad de Columbia
- El Imperio Triunfante: Nubes Tormentosas se reúnen en el Oeste, 1763-1766 (volumen 10): Galardonada con el Premio Pulitzer de Historia en 1962

Gipson creía que la Revolución americana era el resultado directo de los cambios que ocurrieron en el Imperio británico después de 1763, debido a la victoria de Gran Bretaña en la Guerra de los Siete Años, la cual es referenciada como la "La Gran Guerra por el Imperio". Su tesis se presenta sucintamente en su artículo "La Revolución americana como una de la Consecuencias de la Gran Guerra por el Imperio, 1754-1763," el cual fue publicado en la edición de marzo de 1950, del Political Sciece Quarterly. Realizó un homenaje en honor a su mentor en "Charles McLean Andrews y la Reorientación del Estudio de la Historia Colonial Americana", la cual fue publicada en la edición de julio de 1935 de Pennsylvania Magazine of History and Biography.
Una de sus últimas publicaciones fue en 1969, con la introducción del Festschrift para Ross J. S. Hoffman, quién fue profesor de historia en la Universidad de Fordham. Gipson destacó que él era miembro de la Iglesia congregacional y descendiente del peregrino William Brewster, mientras que Hoffman era un converso al catolicismo y un firme defensor de esa fe - pero eso no evitó de que fuesen buenos amigos.
Gipson falleció el 26 de septiembre de 1971, en Bethlehem, Pensilvania; sus cenizas fueron enterradas en Caldwell. Dejó todo su patrimonio en manos de la Universidad de Lehigh, proporcionando los fondos básicos para el Instituto Gipson.